# Castanopsis rufotomentosa
Castanopsis rufotomentosa là một loài thực vật có hoa trong họ Fagaceae. Loài này được Hu mô tả khoa học đầu tiên năm 1949.